# フレデリック・マリオット
フレデリック・マリオット（Frederick Marriott、1805年7月16日 - 1884年12月16日）はイギリス生まれの発明家で、1869年にアメリカ合衆国で航空輸送会社を作ろうとして蒸気動力の飛行船の模型"Hermes Avitor Jr."を飛ばして見せた人物である。これはアメリカにおける初の無人動力飛行である。
1841年には、ロンドンでウィリアム・ヘンソン、ジョン・ストリングフェローとともに「空中輸送会社」（Aerial Transit Company ）の役員会のメンバーであり、ヘンソンの空中蒸気車の宣伝を担当した。彼らの航空機の構想は大衆を想像力を引き付けたが、大型模型実験の失敗により資金不足となり会社は解散し、マリオットは1849年にゴールド・ラッシュに沸くアメリカのカリフォルニアに移住した。
出版社の経営に才能を示しカリフォルニアで多くの新聞や雑誌を刊行した。

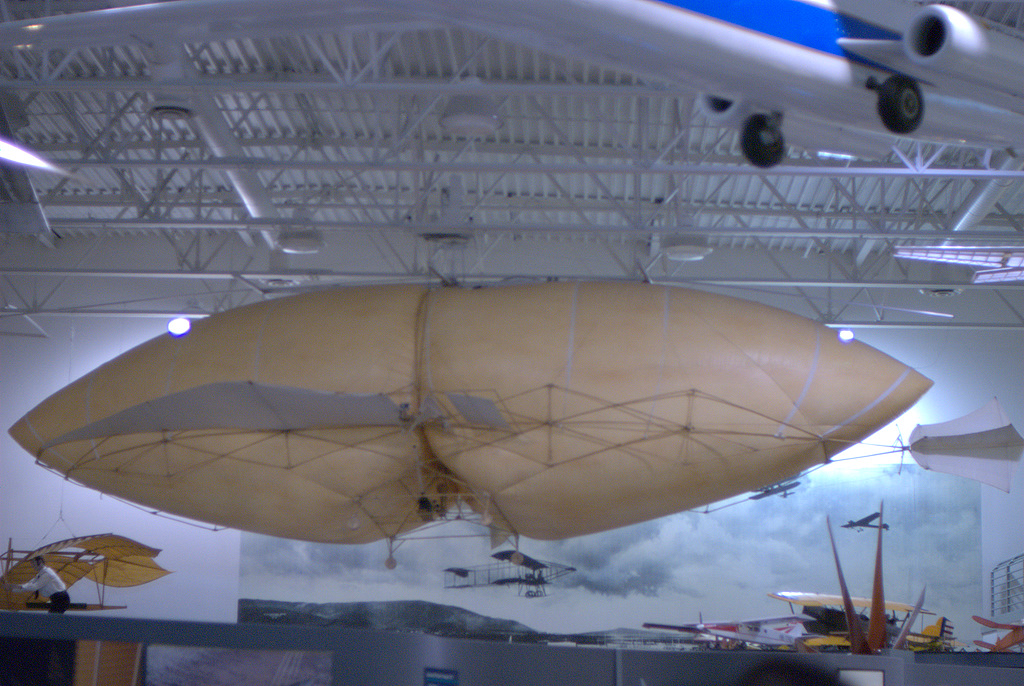
Hermes Avitor Jr.のレプリカ

1866年にニューヨークとカリフォルニアを結んで旅客輸送を行おうとする会社、"Aerial Steam Navigation Company"をアンドリュー・ハリディー(Andrew Smith Hallidie)と共に設立し、1869年7月2日に、蒸気動力の無人の飛行船の模型"Hermes Avitor Jr."はテストされた。長さ37ftで、1基の蒸気エンジンが2つのプロペラを駆動し、時速5マイルで飛行した。"Hermes Avitor Jr."はその後のテストで炎上した。
1869年の株式市場の暴落でマリオットの試みは挫折した。マリオットはサンフランシスコで没した。
Hermes Avitor Jr.の飛行はアメリカの航空のパイオニア、ジョン・J・モンゴメリーに影響を与えた。"Hermes Avitor Jr."のレプリカはHiller Aviation Museumに展示されている。

## 参考資料
- Twain Quotes
- John H. Lienhard (1989). "San Francisco Dirigible". The Engines of Our Ingenuity. Episode 322. NPR. KUHF-FM Houston. San Francisco Dirigible。
- Holding Record from the University of California, Berkeley for a copy of the California China Mail and Flying Dragon
- Drury, William, Norton I, Emperor of the United States (Dodd, Mead, & Company, 1986)
- Johnson, Kenneth M., Aerial California. An Account of early Flight in Northern and Southern California, 1849 to World War I (Dawson's Book Shop, 1961)
- Parramore, Thomas C., First to Fly:  North Carolina and the Beginnings of Aviation (University of North Carolina Press, 2002) ISBN 0-8078-2676-6